# Lisandro Ariel Silva
Lisandro Ariel Silva (San Lorenzo, Argentina) es un futbolista argentino. Actualmente juega para el club Ferro de Argentina. Anteriormente jugó en Monagas Sport Club de Venezuela principio del 2013 1° División. 
Su buen enganche, manejo de pelota, precisión en los pases, capacidad para repentizar y sostener el balón, son las características del juego de Lisandro Silva. El volante, conocido como ‘El Gaucho’.

## Clubes
| Club               | País      | Año         |
| ------------------ | --------- | ----------- |
| Club Olimpo        | Argentina | 2007 - 2009 |
| Real Arroyo Seco   | Argentina | 2009 - 2012 |
| Atlético Huila     | Colombia  | 2012        |
| Monagas Sport Club | Venezuela | 2013 -      |